# Tina Lehnertz
Tina Lehnertz (* 26. September 1979 in Saarlouis) ist eine ehemalige deutsche Basketballspielerin.

## Werdegang
Lehnertz bestritt in November und Dezember 1999 zwei A-Länderspiele für Deutschland, beides waren Begegnungen in der Europameisterschaftsausscheidung.
Auf Vereinsebene war die 1,84 Meter große Flügelspielerin mit dem TV Saarlouis in der Bundesliga vertreten und trat mit den Saarländerinnen im Spieljahr 2000/01 auch im europäischen Vereinswettbewerb Ronchetti Cup an. 2001 wechselte sie zum TSV Nördlingen (ebenfalls Bundesliga). Mit dem Verein spielte sie bis 2003 in der ersten Liga.